# Grand Touring Japan
Grand Touring JAPAN（グラン・ツーリング・ジャパン）は、TBSラジオをキーステーションにJRN系列で放送されたラジオ番組。
2004年10月から同年11月までの期間限定で放送された15分間の番組。トヨタ自動車のクラウン・アスリートを2台使用し、日本全国のトヨタ店をめぐり、各地の最新レポートなどを各局のアナウンサー・ディレクターが伝えるというものだった。放送日は基本的に週末で、ほとんどは土曜日だが、日曜日に放送する地域もあった。
ナビゲーターは、俳優の石丸謙二郎が担当した。

## ネット局
北海道放送／青森放送／秋田放送／山形放送／IBC岩手放送／東北放送／ラジオ福島／山梨放送／新潟放送／信越放送／北日本放送／北陸放送／福井放送／静岡放送／中部日本放送／KBS京都／毎日放送／ラジオ関西／和歌山放送／山陰放送／山陽放送／中国放送／山口放送／西日本放送／四国放送／南海放送／高知放送／RKB毎日放送／長崎放送／大分放送／宮崎放送／熊本放送／南日本放送／琉球放送
KBS京都はNRN系列、ラジオ関西は独立ラジオ局であるが、番販に伴い参加。